# 오타 아키라 (레슬링 선수)
오타 아키라(일본어: 太田 章, 1957년 4월 8일~)는 일본의 레슬링 선수, 지도자이다. 1984년 하계 올림픽과 1988년 하계 올림픽 자유형 라이트헤비급에서 은메달을 획득했으며, 아시안 게임에서 동메달 1개를 획득했다.